# Волчановский, Валерий Фёдорович
Вале́рий Фёдорович Волчано́вский (10 февраля 1954, Новороссийск, Краснодарский край, СССР — 5 августа 2025, Кострома, Россия) — советский и российский футболист, полузащитник, тренер.

## Карьера
Родился в Новороссийске. В 1972—1974 гг. в Чечне проходил военную службу. Большую часть карьеры провёл в костромском «Спартаке», где в качестве игрока провёл более 300 матчей. После завершения карьеры игрока работы в костромском клубе в качестве тренера.
Скончался в Костроме 5 августа 2025 года.